# ليندا ميرفي
ليندا ميرفي (بالإنجليزية: Linda Murphy)‏ (3 سبتمبر 1943 في الولايات المتحدة - ) هي لاعبة كرة طائرة الولايات المتحدة. شاركت في الألعاب الأولمبية الصيفية 1964.

## وصلات خارجية
- ليندا ميرفي على موقع اللجنة الأولمبية الدولية (الإنجليزية)
- ليندا ميرفي على موقع أوليمبيديا (الإنجليزية)